# Gian Mario Pollero
Gian Mario Pollero (Savona, 8 agosto 1911 – Savona, 22 maggio 1985) è stato un pittore italiano, esponente del Futurismo, nonché uno dei maggiori esponenti dell'arte futurista in Liguria.
All'inizio degli anni '30, Gian Mario Pollero aderì all'avanguardia artistica del secondo futurismo insieme con altri, come Fillia in Piemonte e Farfa in Liguria, che abbracciarono, a partire dagli anni '20, il movimento futurista fondato da Filippo Tommaso Marinetti all'inizio del Novecento.

## Biografia
Nasce a Savona nel 1911 da Andrea Pollero e da Giuditta Cavassa. Fin da bambino, alterna il suo tempo tra la casa di Savona e quella in frazione San Bernardo. Incomincia precocemente a disegnare e quindi a studiare la composizione del colore. Seguendo le orme del padre, che è esperto nella fusione dei metalli, si dedica anche a produrre piccole sculture e oggetti ornamentali con metalli diversi.
Nel corso degli anni venti alterna il suo impegno tra la passione per l'arte e gli studi tecnici, che termina nel 1927. Nell'adolescenza resta affascinato dal Manifesto dei pittori futuristi e dal Manifesto tecnico del movimento futurista enunciati nel 1910 dai pittori che aderiscono al movimento fondato da Filippo Tommaso Marinetti.
Dal 1933 al 1937 si iscrive ai corsi della scuola d'arte Bartolomeo Guidobono, che segue con trasporto. Uno dei suoi maestri è Eso Peluzzi con il quale stringe una profonda amicizia. I due artisti sono uniti sul versante delle ricerche cromatiche, ma perseguono visioni interpretative diverse. Nel corso degli anni '30 e '40, insieme con altri artisti savonesi tra cui il poeta pittore Vittorio Osvaldo Tommasini detto "Farfa", dà vita ad animati cenacoli artistici imperniati sulle tecniche e sulla interpretazione emotiva del futurista. Le loro argomentazioni si alternano tra il serio e il faceto attraverso un ricco scambio di idee e di fantasie talvolta spinte sino al grottesco. Nel 1948 Gian Mario Pollero dedica a "Farfa" un ritratto per suggellare la loro amicizia e la loro sintonia in ambito artistico.
Pollero, che sta abbandonando la tradizione figurativa, trasla le idee che sgorgano copiose dal cenacolo futurista su altrettante tele, che vengono di volta in volta modificate, rifatte, bruciate oppure completate se ritenute conformi alla sua nuova interiorità comunicativa ed estetica. Pollero è convinto che l'artista moderno debba affrancarsi dai modelli e dalle tradizioni figurative del passato per rivolgersi al mondo contemporaneo in continua evoluzione con le sue macchine, i suoi grovigli meccanici, il suo caos, la sua tensione etica.
Sull'egida di una continua sete di ricerca e di sperimentazione, incomincia a esporre nell'ambito di mostre e manifestazioni del Comune e della provincia di Savona sino a quando giunge la chiamata militare.  Viene arruolato nei sommergibilisti, dai quali ottiene il congedo nel 1932. Anche durante il servizio militare continua a seguire le accese dispute che si svolgono a livello di avanguardie artistiche e di autori.
Nel '47 fonda con Achille Cabiati, Mario Bonilauri e Gigi Caldanzano il gruppo sperimentale del "Cavallino Rosso" il cui scopo è quello di attuare nuove esperienze attraverso attività di lavoro e ricerche teoriche svolte in comune, discusse e confrontate sotto l'egida del critico d'arte Franco Tiglio detto Dante, al quale Pollero dedica anche un ritratto. Gli artisti tengono due mostre di gruppo, nell'agosto del 1947 e nel gennaio 1948, quindi il sodalizio si scioglie per esigenze di libertà individuali e per scelte e orientamenti diversi. L'amicizia fra i membri rimane, anzi tra Pollero e Caldanzano si consolida anche se i due sono opposti per carattere e per orientamenti artistici.
Negli anni '50 - '60 partecipa, ad Albissola Marina, al fenomeno culturale che fa della cittadina ligure una delle capitali mondiali dell'arte. Di eccezionale interesse la sua prima produzione geometrica-astratta, in cui si nota una ricerca di purezza e di equilibrio mirante a far assumere alle figure geometriche ordine e chiarezza e a esaltare i contrasti quasi "optical", tra zone bianche e zone nere che suscitano illusione ottica di movimento. Dopo questa prima fase in cui l'artista persegue un severo linearismo geometrico (dal 1940 al 1955), ha inizio una fase nuova intrisa di echi fauves-espressionistici colmi di colore e di emozione. Una produzione in cui s'intravede quasi sempre l'elemento della trascendenza dello spirito umano che anela verso l'assoluto, il perfetto, passando attraverso l'esperienza del dolore e dell'incertezza del presente resa ancora più drammatica dalle scelte etiche che comporta.
Nelle sue opere assistiamo a un uomo sospeso tra grovigli meccanici e natura, tra etica e realtà in un eterno presente scandito dal tempo rappresentato dal pendolo. Lontano da ogni compromesso commerciale, Pollero, che fu anche scultore, ceramista, incisore di metallo e di vetro, creatore di gioielli, resta il prototipo dell'artista schivo e isolato, votato ai propri ideali, legato a un'altissima concezione di moralità e di libertà interiore dell'artista.

## Pubblicazioni
- Franco Dante Tiglio: Presentazione critica, Mostra marzo 1954, Palazzo del Comune di Savona
- Tullio d'Albisola: Presentazione critica, Mostra luglio e agosto 1963, Galleria Pescetto di   Albisola Capo.
- Carlo Munari: Presentazione critica, Mostra aprile 1969, Galleria d'arte Triade di Torino.
- Geza Kertz: Prefazione al catalogo antologico del 1985, Galleria Conarte
- Silvia Bottaro: "La Memoria dell'Avvenire: antologia di presenze artistiche del Novecento a Millesimo", Catalogo della Mostra presso il Castello del Carretto, Millesimo (SV), 19.09.2008 - 05.10.2008.
- Marco Pennone: "Gian Mario Pollero" in Avanguardie artistiche e Grandi maestri, Centro Diffusione Arte, Palermo, 2008.
- Silvia Bottaro: "Gian Mario Pollero e i bulini inventati", in Pigmenti (Periodico dell'Associazione Culturale "R. Aiolfi" di Savona, n. 19, Anno VII, Novembre 2009, Savona.